# Komunální volby na Slovensku 1998

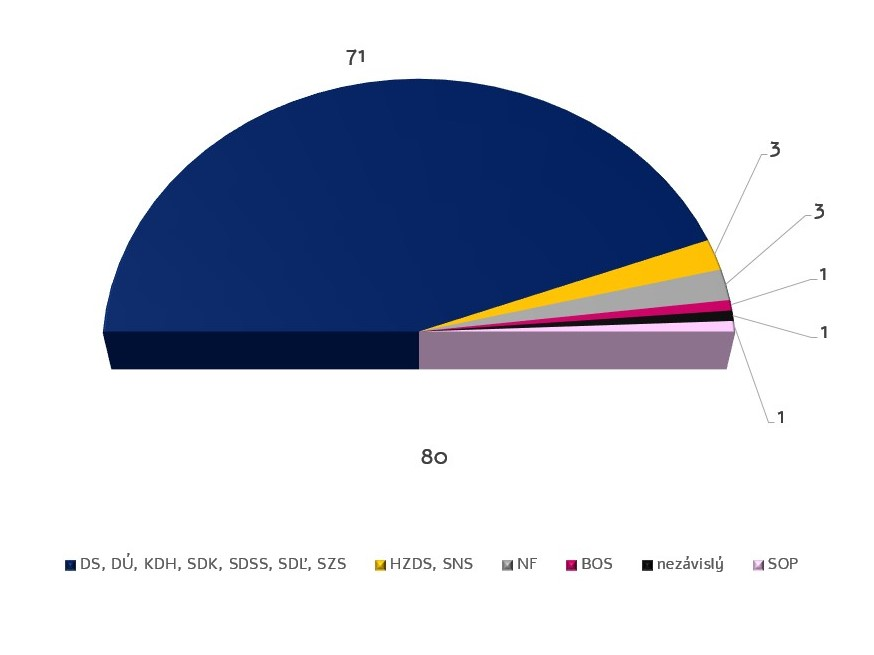
V Bratislave.

Volby do orgánů samosprávy obcí (komunální volby) na Slovensku v roce 1998 byly volby členů zastupitelstev a starostů a primátorů obcí, které se konaly v prosinci 1998. Zúčastnilo se jich 53,95 % z 4 025 000 registrovaných voličů. V Bratislavě byl primátorem zvolen Jozef Moravčík (DS, DÚ, KDH, SDK, SDSS, SZS), v Košicích byl zvolen Rudolf Schuster (SDSS, SOP, SDĽ), v Nitře za SNS Jozef Prokeš a Juraj Kopčák (DS, DÚ, KDH, SZS) v Prešově.